# (3025) Higson
(3025) Higson (1982 QR; 1927 BE) ist ein ungefähr 46 Kilometer großer Asteroid des äußeren Hauptgürtels, der am 20. August 1982 vom US-amerikanischen Astronomenehepaar Eugene und Carolyn Shoemaker am Palomar-Observatorium am Palomar Mountain etwa 80 Kilometer nordöstlich von San Diego (IAU-Code 675) entdeckt wurde. Er gehört zur Higson-Familie, einer Gruppe von Asteroiden, deren Namengeber (3025) Higson ist.

## Benennung
(3025) Higson wurde nach Roger Higson, einem Nachtassistent für das 1,2-m-Schmidt-Teleskop am Palomar-Observatorium, benannt. Seine Bemühungen wurden insbesondere von Beobachtern von Kometen und Kleinplaneten gewürdigt. Die Benennung wurde von den Entdeckern Eugene und Carolyn Shoemaker vorgeschlagen und von den US-amerikanischen Astronomen James Gibson und Charles Thomas Kowal unterstützt.